# Evangelische Kirche (Treisbach)

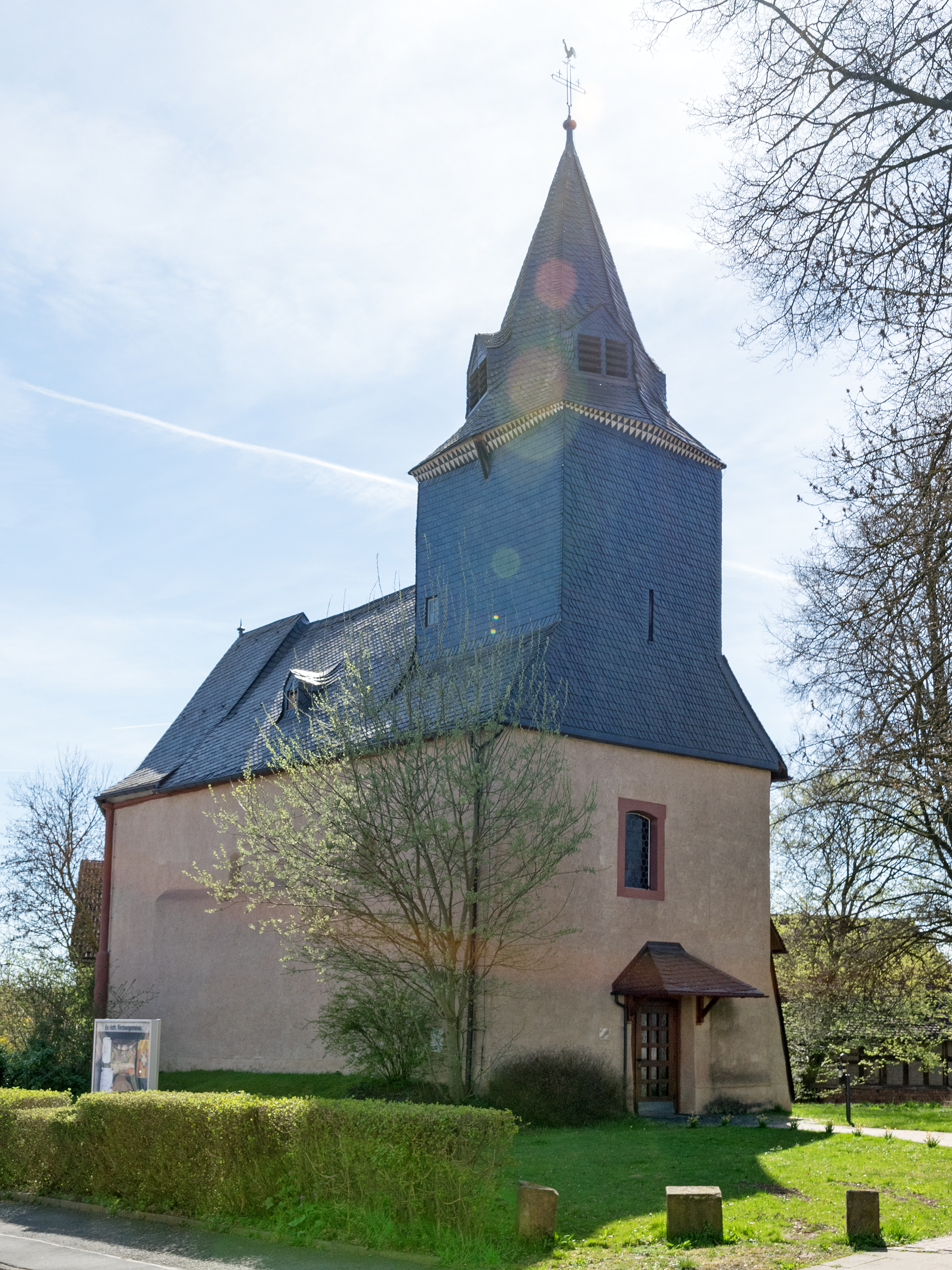
Evangelische Kirche (Treisbach)

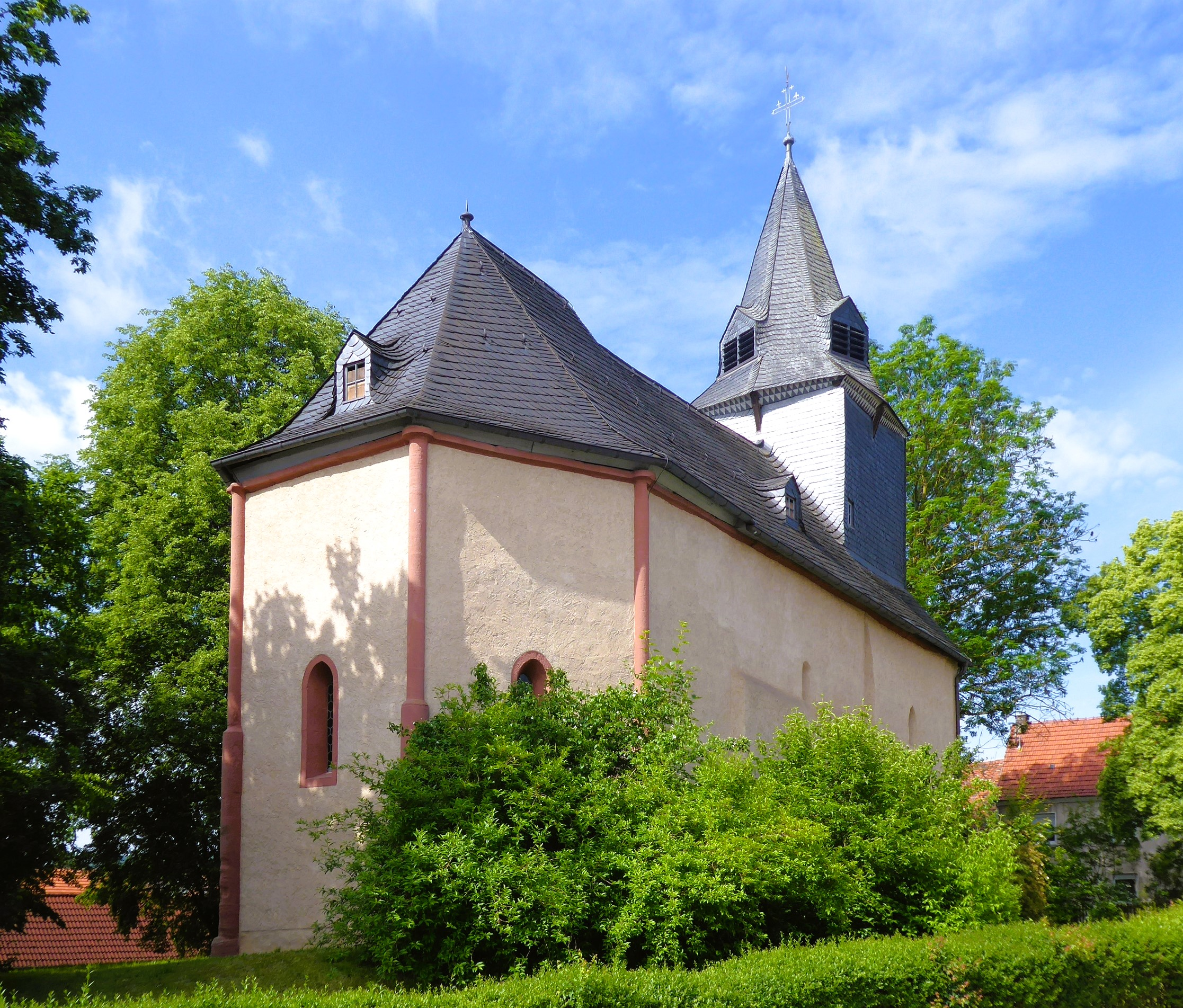
Ansicht von Nordosten

Die Evangelische Kirche Treisbach ist ein denkmalgeschütztes Kirchengebäude, das in Treisbach steht, einem Stadtteil von Wetter im Landkreis Marburg-Biedenkopf (Hessen). Die Kirchengemeinde gehört zum Kirchenkreis Kirchhain im Sprengel Marburg der Evangelischen Kirche von Kurhessen-Waldeck.

## Beschreibung
Der frühgotische Chor mit einem 5/8-Schluss stammt aus der 2. Hälfte des 13. Jahrhunderts. Teile von ihm gehörten zu einer romanischen Wehrkirche. Im Westen des Kirchenschiffs steht ein verschieferter Dachturm, der mit einem achtseitigen, spitzen Helm bedeckt ist. An der Südseite des Kirchenschiffs befindet sich spitzbogiges Tympanon eines vermauerten Portals mit drei Kreuzen in einem Relief. An den Ecken des Chors sind Halbsäulen als Strebepfeiler. 
Die zwei Joche des Kirchenschiffs sind mit einem Kreuzgratgewölbe mit Deckenmalereien überspannt. Im Chor ist das auf schlanken runden Diensten stehende Gewölbe ebenfalls bemalt. Die Brüstungen der Emporen im Kirchenschiff und im Chor sind auch bemalt. Das Taufbecken ist von 1626. Ein hölzernes Kruzifix stammt aus dem 17. Jahrhundert. Die Orgel mit 10 Registern, einem Manual und Pedal wurde 1950 von der Werner Bosch Orgelbau hinter dem Prospekt von Philipp Heinrich Dickel gebaut. Sie wurde 1971 durch ein Instrument von Orgelbau Böttner ersetzt. 